# Frogger (Xbox Live Arcade)
Frogger's Journey: The Forgotten Relic, känt i Japan som Frogger: Kodaibunmei no Nazo (フロッガー 古代文明のなぞ?), är ett Actionäventyrsspel. Det är en del av Frogger-serien av Konami och släpptes för Game Boy Advance i oktober 2003 i Nordamerika och juni 2004 i Japan.